# Рудетт, Марлон
Марлон Рудетт (англ. Marlon Roudette род. 5 января 1983 года, Лондон), британский, винсентианский музыкант. Бывший участник группы Mattafix. Он стал известен благодаря своим песням «Anti Hero» и «New Age»  «Big City Life», ставшей международным хитом и номером один в Австрии, Швейцарии, России и Германии.

## Биография
Марлон Рудетт родился в Лондоне. Сын Кэмерона Маквея, британского музыкального продюсера, и Вонни Рудетт, проектировщицы и художницы из Сент-Винсент. Имеет двойное гражданство. Как самый младший ребёнок он переехал со своей матерью и сестрой в Св. Винсент, где он начал свою музыкальную карьеру. Но позже возвратился в Лондон, когда ему было 17 лет.

## Стиль
Музыку Марлона Рудетта вдохновили такие музыканты, как Грегорий Айзекс и Massive Attack, Сэм Кук, Арета Франклин и Шаде Аду. Марлон пишет свою музыку как смесь поп и регги.

## Музыкальная карьера
17 июля 2011 года Марлон Рудетт выпустил «Brotherhood of the Broken» для бесплатного скачивания как содействующий сингл от его дебютного альбома. 20 июля Марлон выпустил «New Age» как первый сингл от альбома в Германии для airplay. Сингл достиг номера 1 в Германии, Австрии и Швейцарии. Его дебютный альбом Matter Fixed был выпущен 2 сентября 2011 в Австрии, Бельгии, Словакии, Дании, Чешской Республике, Германии, России, Швеции и Швейцарии. 23 января 2012 альбом был доступен во Франции и в остальной части Европы. 20 января 2012 Марлон выпустил «Anti Hero (Brave New World)» на iTunes в Германии. Его песня «The Loss» была использована в серии «Время пришло» 5 сезона сериала «Частная практика», премьера которой состоялась 2 февраля 2012 года.